# Zygmunt Durski
Zygmunt Henryk Durski-Trzasko, ps. „Linnemann” (ur. 8 kwietnia 1895 we Lwowie, zm. 4 września 1939 w Różanie) – pułkownik dyplomowany piechoty Wojska Polskiego, kawaler Orderu Virtuti Militari.

## Życiorys
Urodził się w rodzinie Jana Mariana i Wandy z domu Perier. Był bratankiem generała broni Karola Durskiego-Trzaska i kuzynem pułkownika Antoniego Durskiego-Trzaska .
Żołnierz Legionów Polskich w latach 1914–1918. Jako szef sztabu 4 Dywizji Strzelców Polskich II Korpusu uczestnik bitwy kaniowskiej. 
Jako oficer byłego Polskiego Korpusu Posiłkowego reskryptem Rady Regencyjnej z 25 października 1918 roku został przydzielony do podległego jej Wojska Polskiego. 
10 listopada 1918 roku został wyznaczony na stanowisko szefa Sekcji Centralnej Ministerstwa Spraw Wojskowych w Warszawie. 22 listopada 1918 roku został szefem Kancelarii Osobistej Ministra Spraw Wojskowych. 18 marca 1919 roku kierowana przez niego komórka organizacyjna została włączona w skład Biura Prezydialnego Ministerstwa Spraw Wojskowych. W następnym miesiącu, po przeprowadzonej reorganizacji biura, objął w nim stanowisko szefa Sekcji Prezydialnej. 15 lipca 1920 roku został zatwierdzony z dniem 1 kwietnia 1920 roku w stopniu majora, w piechocie, „w grupie oficerów byłych Legionów Polskich”. Obok stopnia wojskowego przysługiwał mu wówczas tytuł „przydzielony do Sztabu Generalnego”. 1 czerwca 1921 roku pełnił służbę w Biurze Prezydialnym Ministerstwa Spraw Wojskowych, a jego oddziałem macierzystym był 2 pułk piechoty Legionów. 14 listopada 1921 roku został powołany do Wyższej Szkoły Wojennej w Warszawie, w charakterze słuchacza I kursu doszkolenia. 3 maja 1922 roku został zweryfikowany w stopniu majora ze starszeństwem z dniem 1 czerwca 1919 roku i 97. lokatą w korpusie oficerów piechoty, a jego oddziałem macierzystym był nadal 2 pp Leg.. Z dniem 16 września 1922 roku, po ukończeniu kursu i otrzymaniu pełnych kwalifikacji do pełnienia służby na stanowiskach Sztabu Generalnego, został przydzielony do dowództwa 8 Dywizji Piechoty w Modlinie na stanowisko szefa sztabu. Pełniąc służbę na tym stanowisku pozostawał oficerem nadetatowym 2 pp Leg. w Pińczowie. 23 października 1925 roku został przeniesiony do 32 pułku piechoty w Modlinie na stanowisko dowódcy I batalionu. 1 grudnia 1925 roku został przesunięty ze stanowiska dowódcy I baonu na stanowisko zastępcy dowódcy pułku. 28 października 1926 roku został przydzielony do Oddziału IV Sztabu Generalnego na stanowisko szefa Wydziału Etapowego . 5 maja 1927 roku został przeniesiony do 39 pułku piechoty Strzelców Lwowskich w Jarosławiu na stanowisko dowódcy pułku. 24 grudnia 1929 roku został mianowany pułkownikiem ze starszeństwem z dniem 1 stycznia 1930 roku i 3. lokatą w korpusie oficerów piechoty. 22 grudnia 1934 roku ogłoszono jego przeniesienie do dowództwa 22 Dywizji Piechoty Górskiej w Przemyślu na stanowisko dowódcy piechoty dywizyjnej. W 1937 roku został przeniesiony do dowództwa 4 Dywizji Piechoty w Toruniu na stanowisko dowódcy piechoty dywizyjnej. 
Na jego dalszej karierze zaważyły dwie kolejne opinie wystawione przez generała brygady Władysława Bortnowskiego, ówczesnego generała do prac przy Generalnym Inspektorze Sił Zbrojnych z siedzibą w Toruniu. 13 października 1937 roku generał Bortnowski napisał: „nie mogę dać decydującej i pewnej opinii, gdyż z powodu krótkiego czasu w jakim go obserwuję nie wyrobiłem sobie ostatecznego zdania. Opinia moja o tym oficerze oparta jest raczej na wrażeniach i opiniach jego poprzednich przełożonych i może ulec zmianie po bliższym poznaniu. Robi na mnie wrażenie oficera inteligentnego i zdolnego, chcącego i umiejącego być miłym, tak dla swych przełożonych, jak i swych podwładnych. Nie wydaje mi się, by w ciężkich warunkach pracy wojennej był on zdolnym do wyraźnego narzucenia swej woli. Nadaje się raczej do pracy umysłowej niż do pracy dowodzenia – może być bardzo dobrym pomocnikiem dowódcy okręgu korpusu”. 15 listopada 1938 roku przyszły dowódca Armii „Pomorze” stwierdził kategorycznie: „Inteligentny, dużo umie, chętny, dobrze wychowany, towarzysko lubiany. Jako dowódca w polu sam nie wierzy w swoje decyzje, załamuje się przy najmniejszych trudnościach. Jako kierownik wyszkolenia nie umie natchnąć swych uczni wiarą w to co mówi i robi. Na dowódcę zupełnie się nie nadaje, na kierownicze stanowiska w sztabach – również. Na pomocnika dowódcy okręgu korpusu”. 
Zgodnie z sugestią generała Bortnowskiego pułkownik Durski-Trzasko 24 października 1938 roku został wyznaczony na stanowisko pomocnika dowódcy Okręgu Korpusu Nr IX w Brześciu, którym był generał brygady Franciszek Kleeberg.
Zmarł w nocy z 4 na 5 września od ran odniesionych w wyniku strzelaniny z polskimi policjantami.

## Ordery i odznaczenia
- Krzyż Srebrny Orderu Wojskowego Virtuti Militari nr 6991 – 17 maja 1922[18]
- Krzyż Niepodległości (6 czerwca 1931)[19]
- Krzyż Kawalerski Orderu Odrodzenia Polski (2 maja 1923)[20][21][22]
- Krzyż Walecznych (czterokrotnie)
- Złoty Krzyż Zasługi (dwukrotnie: po raz pierwszy 10 listopada 1928[23])
- Medal Pamiątkowy za Wojnę 1918–1921
- Medal Dziesięciolecia Odzyskanej Niepodległości
- Krzyż Komandorski Orderu św. Sawy (Jugosławia)
- Krzyż Komandorski Orderu Krzyża Orła (Estonia, 1935)[24][25]
- Krzyż Oficerski Orderu Gwiazdy Rumunii (Rumunia)
- Krzyż Kawalerski Orderu Legii Honorowej (Francja)
- Medal Zwycięstwa (Médaille Interalliée)